# 瞿鸿禨
瞿鸿禨（1853年—1918年），字子玖，号止庵，湖南省長沙府善化縣人，清末大臣。

## 生平
瞿鸿禨生於清文宗咸丰癸丑年（1853年）六月十五日。穆宗同治九年（1870年）庚午科举人，十年（1871年）辛未科进士，选庶吉士，授翰林院编修。德宗光绪元年（1875年），大考名列第一，擢为侍讲学士。光绪二十三年（1897年）升内阁学士，先后典福建、广西乡试，督河南、浙江、四川学政。中日甲午战争时，曾上四路进兵之策。庚子年曾随两宫西狩，出任工部尚书。返京后任军机大臣、政务大臣。请以策论试士，开经济特科。总理各国事务衙门改为外务部、任首任尚书，秉承慈禧太后意旨，屡献求和之策，深得赏识。赏黄马褂，加太子太保。
“新政”中，有些政府机构以“兴学、通商、劝工”为名，借端巧取。他请求降旨禁革苛派，任民间自办。光緒三十二年（1906年）授协办大学士，参与策划预备立宪，任议改官制大臣。三十三年（1907年），岑春煊入朝留掌邮传部，利用杨翠喜案，秘密上疏弹劾庆亲王奕劻。因瞿平时善用岑春煊，與袁世凱互相傾軋，遭奕劻嫉恨。又因平时对慈禧太后直言，被侍讲学士恽毓鼎弹劾为“揽权恣纵”，遂被罢官归故乡长沙。辛亥革命湖南起义后，赴上海避难，民國七年（1918年）病逝于上海。废帝溥仪追谥文慎。

## 评价
《清史稿》论曰：太后再出垂帘，初坚复旧，继勉图新，议行宪政。政体既变，国本遂摇，而大势不可问矣。荣禄屡参大变，文韶久达世务。鸿禨后起，参议立宪，终以失宠太后，不免放斥。

## 著作
有《止庵诗文集》、《汉书笺识》、《超览楼诗稿》等行世。

## 后代
- 子瞿宣治，中國駐瑞士及荷兰公使舘任職，1923年於馬赛病逝。
  - 孫瞿同祖。
- 子瞿兌之。
- 外甥朱啓鈐。

## 延伸阅读
[在维基数据编辑]
 《清史稿·卷437》，出自趙爾巽《清史稿》
 在维基共享资源阅览影像